# محوطه دبهر
محوطه دبهر مربوط به دوره اشکانیان - دوره ساسانیان است و در شهرستان زنجان، بخش مرکزی، دهستان بوغدا کندی، ۱ کیلومتری شمال روستای سنقر واقع شده و این اثر در تاریخ ۲۶ اسفند ۱۳۸۷ با شمارهٔ ثبت ۲۵۹۵۷ به‌عنوان یکی از آثار ملی ایران به ثبت رسیده است.